# Георг фон Айхштет
Георг фон Айхштэтт (нем. Georg von Eichstätt) — магистр Ливонского ордена с 1260 года по 1262 год.

## Биография
В 1252—1260 годах Георг фон Айхштэтт занимал должность комтура замка Сигулда (Зегевольд). В 1260 году после гибели ливонского магистра Буркхарда фон Хорнхаузена в битве с литовцами при Дурбе Георг фон Айхштэтт был избран новым ландмейстером Тевтонского Ордена в Ливонии.
После поражения при Дурбе курши и земгалы, соединившись с литовцами, к осени 1260 года изгнали ливонских крестоносцев из Южной Курляндии и Земгалии. Под контролем Ордена оставалась Северная Курляндия, где находились орденские замки Гольдинген, Виндава и Донданген. Но восставшие захватили замки Георгенбург и Доблен. Ливонский Орден решил отбить захваченные замки и вернуть отпавшие владения.
Ливонский магистр Георг фон Айхштэтт собрал войско для вторжения в Курляндию. В это время на острове Эзель также вспыхнуло восстание эстов, которые стали истреблять немцев. Магистр Георг фон Айхштэтт отправил орденское войско в Курляндию, а сам вместе с небольшими силами и вспомогательными отрядами ливов, латышей и эстов двинулся в поход на остров Эзель. В конце зимы 1260 года магистр по льду прошёл через пролив, отделявший остров Эзель от материка. Крестоносцы вступили на остров, где стали беспощадно жечь деревни и убивать местных жителей. В начале 1261 года в битве под Кармелем повстанцы потерпели полное поражение и вступили в мирные переговоры. Ливонский магистр Георг фон Айхштэтт подписал мирный договор, по условиям которого эзельцы признали верховную власть Ордена.
Между тем главные силы ливонских крестоносцев выступили в поход на Курляндию и двинулись на Гольдинген. По пути они вновь захватили замок Синелис, недавно захваченный литовцами. На всем пути ливонские крестоносцы жестоко мстили местным жителям, все дети старше 11-ти лет были убиты, а женщины захвачены в плен. В начале 1261 года ливонские рыцари осадили крепость Газенпот, который вскоре сдался. Крестоносцы взяли в заложники детей газенпотских старейшин и вернулись в Ригу, куда вскоре с Эзеля прибыл и магистр Георг фон Айхштэтт.
В январе 1262 года великий князь литовский Миндовг с войском вторгся в Ливонию. Ливонский магистр с войском выступил в поход против литовцев, но 3 февраля 1262 года в битве под Леневарденом потерпел крупное поражение. В этом сражении Георг он Айхштэтт получил серьёзное ранение, из-за которого уже не мог в дальнейшем командовать орденской армией. В середине 1262 года ливонский магистр Георг фон Айхштэтт добровольно сдал свою должность Вернеру фон Брайтхаузену.